# Małe Przechodki
Małe Przechodki – dawna polana w Pieninach. Znajdowała się w Przełomie Pienińskim u południowych podnóży Przechodniego Wierchu, na lewym brzegu Dunajca.
Małe Przechodki były dawniej popularnym miejscem turystycznym. Do lat 30. XX wieku istniał szlak turystyczny, biegnący od „Gospody Pienińskiej”, lewym brzegiem Dunajca, przez Małe Przechodki i Przechodki Wielkie do ujścia Pienińskiego Potoku, dalej na Górę Zamkową. Było to dość popularne przed II wojną światową przejście. Szlak ten wytyczony przez księdza Walentego Gadowskiego, od 1926 r. zwany „Skalną Percią”, został zamknięty z chwilą utworzenia Pienińskiego Parku Narodowego (PPN) w 1932 r. Na Małe Przechodki przepływano także przez Dunajec i na polance tej, jak pisze Józef Nyka, urządzano „herbatki”. W 1907 r. teren wykupiło Towarzystwo Tatrzańskie, które wybudowało na polance Schronisko Sienkiewicza. Działało w latach 1907–1937.
Małe Przechodki położone są na wysokości około 435 m n.p.m. Obecnie są niemal całkowicie porośnięte lasem. Tereny wokół polanki porastał świerkowo-jodłowy las z domieszką modrzewia polskiego, o którym Józef Zubrzycki w 1894 r. pisał: zdaje się, że jest to jedyne, oprócz Tatr, pewne miejsce, gdzie to drzewo liczniej dziko występuje. W 1986 r. podczas budowy Zapory Niedzica na Małych Przechodkach zasadzono okazy paproci pióropusznik strusi przeniesione z zatoki Harczy Grunt, która miała znaleźć się na dnie Jeziora Czorsztyńskiego. Przyjęły się, jednak potem wyginęły.
Małe Przechodki znajdują się w granicach Krościenka nad Dunajcem, w województwie małopolskim, w powiecie nowotarskim. Po utworzeniu PPN szlak „Skalnej Perci” zamknięto i Małe Przechodki stały się turystycznie niedostępne.